# Санта-Катарина (Сан-Томе і Принсіпі)
Санта-Катарина (порт. Santa Catarina) — невелике місто в окрузі Лемба на острові Сан-Томе в державі Сан-Томе і Принсіпі, є другим за величиною населеним пунктом округу Лемба. Пов'язаний дорогами з містами Невіш та Сан-Жуан-душ-Анголареш.
Населення 971 осіб (на 1 січня 2005, оцінка)